# ホルツヴィル駅
ホルツヴィル駅（英: Holtsville）とはかつて存在したロングアイランド鉄道 (LIRR) のグリーンポート支線の駅である。ニューヨーク州ホルツヴィルのウェイバリー・アベニューのうちロングアイランド・アベニューとフローズ・ロード (Furrows Road) に挟まれた区間にあった。

## 歴史
この駅は最初は1843年ごろに、現地の店の中にウェイバリー (Waverly) として開業した。周辺地域は1860年に郵便局が開いた際、ホルツヴィル (Holtsville) と改名されたにもかかわらず、その駅は1890年代、農民が誤ってウェイバリーとい名前の北部の町へ行っている発送品について苦情を言うまで「ウェイバリー」のままであった。ホルツヴィル駅は1912年5月13日に再建されたが、結局1914年1月4日に別の火災で焼け、同年の後半に再度置き換えられた。その駅の南は、サフォーク・トラクション・カンパニーの市街電車本線（ニューヨーク州ポートジェファーソンへ線路を跨ぐ橋をわたって延伸するつもりであったが1919年にその会社が倒産した）の北部の終点であった。1958年には、その駅舎は取り壊され、1962年6月に完全に破壊された後、ホルツヴィル駅は線路に沿ったプラットホームとしてのみ存在した。ホルツヴィル駅は、a handful of othersとともに、1998年3月16日に利用率が低いために閉鎖された。